# Blomard
Blomard település Franciaországban, Allier megyében. Lakosainak száma 229 fő (2022. január 1.). Blomard Beaune-d’Allier, Montmarault, Saint-Bonnet-de-Four, Saint-Marcel-en-Murat, Target és Vernusse községekkel határos.

## Népesség
A település népességének változása:
| Lakosok száma | 267  | 192  | 228  | 204  | 216  | 227  | 247  | 244  | 243  | 229  |
|               | 1968 | 1982 | 1990 | 2006 | 2013 | 2015 | 2017 | 2019 | 2020 | 2022 |